# Piotr Jeropkin (architekt)
Piotr Michajłowicz Jeropkin (ros. Пётр Михайлович Еропкин; ur. ok. 1698, zm. 1740) – rosyjski architekt. Autor projektu rozbudowy i urządzenia centralnej części Petersburga, rozmieszczonej na lewym brzegu Newy. Jego projekty odegrały znaczącą rolę w rozwoju układu urbanistycznego miasta.

## Życiorys
Pochodził ze zubożałej rodziny szlacheckiej. Wstąpił do służby wojskowej. W latach 1716–1724 kształcił się we Włoszech jako jeden z dwudziestu utalentowanych młodych ludzi wysłanych na naukę za granicą przez cara Piotra I. Uczył się architektury, rysunku, języka włoskiego (przez pierwsze pół roku pobytu, mieszkając w Livorno) oraz filozofii. Uczył się w Rzymie pod kierunkiem Sebastiano Ciprianiego. Poznawał traktaty Andrei Palladia i Jacopa Barozziego da Vignoli. Odwiedził również Florencję i Wenecję. Być może wyjeżdżał także do Francji, wiadomo bowiem, że władał językiem francuskim. Po powrocie do Rosji otrzymał stopień podpułkownika z tytułem architekta (ros. Подполковник и Архитектор), zaś w 1725 r. awans na stopień pułkownika. Krótko przed śmiercią Piotr I polecił mu opracowanie projektu monasteru św. Aleksandra Newskiego, który miał stanąć w Petersburgu, a także przebudowy pałacu w Prieobrażenskim (wspólnie z T. Usowem, który również kształcił się we Włoszech). Projekty te z powodu śmierci cara nie zostały zrealizowane.
W 1728 r. Piotr Jeropkin zaprojektował okolicznościowe łuki triumfalne, wzniesione z okazji koronacji Piotra II.
Za panowania carycy Anny, w 1737 r. Jeropkin został przewodniczącym nowo powołanej Komisji ds. Budowy Sankt Petersburga. Kierowana przez niego komisja zdecydowała o podzieleniu miasta na pięć wielkich dzielnic, przyjęła przepisy budowlane obowiązujące w rosyjskiej stolicy i opracowała plan zabudowy lewego brzegu Newy. Był głównym autorem projektu siatki ulic na lewym brzegu: trzech arterii zbiegających się w okolicach Admiralicji (Wielka Drogа Perspektywiczna – Newski Prospekt, Perspektywa Admiratłtiejska – ulica Gorochowa, Prospekt Wozniesieński) i łączących je ulic równoległych, biegnących półkoliście (z których główny był ciąg Wielkiej i Małej Sadowej). Projekt komisji zakładał również rozmieszczenie osad dla robotników pracujących w stoczni między Fontanką a Mojką, na zachód od Prospektu Wozniesieńskiego, przeniesienie magazynów materiałowych na Wyspę Piotrowską i wytyczenie dwóch placów – Wojskowego i Pokrowskiego – w biegu ul. Sadowej. Nie wszystkie założenia opracowane przez komisję zostały wprowadzone w życie, jednak historyczne centrum Petersburga zostało ukształtowane według projektów Jeropkina i współpracowników.
Piotr Jeropkin był skoligacony z Artiemijem Wołynskim, ministrem, członkiem Cesarskiego Gabinetu, budował również dla niego rezydencję na Rożdiestwience w Moskwie. Wołynski był jego szwagrem. Wszedł do skupionej wokół Wołynskiego grupy niezadowolonej z ogromnych wpływów faworyta carycy Anny, Ernesta Birona. Na początku 1740 r. pozycja Wołynskiego w otoczeniu carycy stała się bardzo słaba. Aby odzyskać wpływy, Wołynski w lutym 1740 r. zorganizował na rozkaz władczyni szyderczy ślub pary jej błaznów – Michaiła Golicyna i Awdotii Bużeninowej. Para musiała spędzić noc poślubną w lodowym pałacu, zaprojektowanym przez Piotra Jeropkina, wzniesionym z lodowych bloków na nabrzeżu Newy w pobliżu gmachu Admiralicji. Jednak w kwietniu 1740 r. Wołynski został oskarżony o próbę przewrotu, a razem z nim aresztowano Jeropkina. Obaj zostali poddani torturom, a następnie straceni publicznie na Rynku Sytnym w pobliżu Twierdzy Pietropawłowskiej. Jeropkinowi ścięto głowę. Jego ciało pochowano na terenie cerkwi św. Sampsona w Dzielnicy Wyborskiej.
W 1741 r. cesarzowa Elżbieta zdecydowała o pośmiertnej rehabilitacji Artiemija Wołynskiego i straconych razem z nim.